# Carro da condeceira
O carro da condeceira é o carro das bruxas. O carro conduz o diabo e as bruxas que vão dentro a dançar. O carro faz uma grande chiadeira ao passar pelas aldeias.
"O carro da condeceira é o carro das Bruxas, que anda só de noite. Uma vez ia ele a passar pela Rua-dos-gatos (Guimarães), e um curioso veio à janela ver o que era, despertado pela grande chiadeira que o carro fazia: imediatamente levou uma bofetada monumental."